# Noriko Aoyama
Noriko Aoyama (jap. 青山 倫子 Aoyama Noriko) prawdziwe nazwisko Noriko Inoue (jap. 井上訓子 Inoue Noriko; ur. 29 grudnia 1978 w prefekturze Chiba) – japońska aktorka i modelka. Jako modelka wystąpiła w ponad 100 reklamach i jest znana jako „komercyjna królowa modelingu”.

## Historia
Od najmłodszych lat aspirowała do bycia aktorką, dotarła do finału 6. Ogólnokrajowego Konkursu Piękności (Japan Bishōjo Contest) w 1992 roku i zadebiutowała jako modelka w wieku 14 lat.
W 2002 roku rozpoczęła długo oczekiwaną karierę aktorską. Po swojej pierwszej głównej roli w 2006 roku w „Nogaremono Orin”, pojawiła się w wielu dramach i filmach.

## Wybrana filmografia

### Dramy
| Rok  | Tytuł                                                                    | Rola            | Stacja telewizyjna | Uwagi                  |
| ---- | ------------------------------------------------------------------------ | --------------- | ------------------ | ---------------------- |
| 2006 | Nogaremono Orin (逃亡者 おりん)                                          | Orin            | TV Tokyo           | Główna rola            |
| 2007 | Otoko no Kosodate (オトコの子育て)                                       | Masayo Saito    | TV Asahi           |                        |
| 2008 | Salaryman Kintaro (サラリーマン金太郎)                                   | Kyoko Sakurai   | TV Asahi           | Sezon 1                |
| 2009 | Honjitsu mo Hare. Ijo Nashi (本日も晴れ。異状なし 〜南の島 駐在所物語〜) | Naomi Aragaki   | TBS                |                        |
| 2009 | Inpei Shirei (隠蔽指令)                                                  | Sayuri Kikukawa | WOWOW              |                        |
| 2010 | Salaryman Kintaro 2 (サラリーマン金太郎２)                               | Kyoko Sakurai   | TV Asahi           | Sezon 2                |
| 2011 | Full Throttle Girl (全開ガール)                                          | Mika Kujou      | Fuji TV            |                        |
| 2012 | Nogaremono Orin 2 (逃亡者 おりん2)                                       | Orin            | TV Tokyo           | Główna rola            |
| 2012 | Omoni Naitemasu (主に泣いてます)                                         | Komako          | Fuji TV            |                        |
| 2012 | Beginners! (ビギナーズ！)                                                | Yuri Mine       | TBS                |                        |
| 2013 | Otoriyose Oji Ida Yoshimi (おとりよせ王子 飯田好実)                      | Aimi Ida        | nagoyatv           |                        |
| 2013 | Shima no Sensei (島の先生)                                               | Namiko Tajima   | NHK                |                        |
| 2014 | Platonic (プラトニック)                                                  | Youko Takada    | NHK                |                        |
| 2014 | Petero no Souretsu (ペテロの葬列)                                        | Masako Shibano  | TBS                |                        |
| 2015 | Kabukimono Keiji (かぶき者 慶次)                                         | Hana Maeda      | NHK                | Jidai-geki             |
| 2015 | Aru Hi, Ahiru Bus (ある日、アヒルバス)                                   | Hira Nagisa     | NHK                | Współpracownica Kosuke |
| 2015 | Sinbei - A Samurai With A Child (子連れ信兵衛)                           | Oyou            | NHK                | Jidai-geki, sezon 1    |
| 2021 | Enjiya (演じ屋)                                                          | Yuri Matsuda    | WOWOW              | Sezon 1                |
| 2023 | Outsider: Metropolitan Police Department (警視庁アウトサイダー)          | Kyoko Osanai    | TV Asahi           |                        |
| 2024 | Enjiya Re: Act ( 演じ屋 Re:act)                                          | Yuri Matsuda    | WOWOW              | Sezon 2                |

### Filmy
| Rok  | Tytuł                                                         | Rola        | Uwagi       |
| ---- | ------------------------------------------------------------- | ----------- | ----------- |
| 2006 | Love Psycho (ラブ サイコ)                                     |             |             |
| 2008 | Legendary Assassin (狼牙之阿布)                               | Miho Sasaki |             |
| 2010 | Paranormal Activity 2: Tokyo Night (パラノーマル・アクティビ) | Haruka      | Główna rola |
| 2013 | Judas (ユダ)                                                  | Kurumi      |             |
| 2022 | The World of You (麻希のいる世界)                             | Yoshie Aono |             |
| 2023 | Marriage Counselor (マリッジカウンセラー)                     |             |             |